# Михайловский, Николай Константинович
Никола́й Константи́нович Михайло́вский (15 [27] ноября 1842, Мещовск, Калужская губерния — 28 января [10 февраля] 1904, Санкт-Петербург) — русский публицист, социолог и литературовед, критик, переводчик. Теоретик народничества.
«В ту эпоху забытый теперь критик считался в широких кругах народнической интеллигенции „властителем дум“».

## Биография
Родился 15 (27) ноября 1842 года в Мещовске Калужской губернии, в дворянской семье. Рано остался сиротой.
Учился в Костромской гимназии (1852—1856), затем в Петербургском институте Корпуса горных инженеров (1856—1862), однако из-за участия в студенческих беспорядках был вынужден уйти из него накануне выпуска.
Литературную деятельность начал в 1860 году в журнале «Рассвет» под редакцией В. А. Кремпина. Сотрудничал в различных периодических изданиях («Книжный вестник», «Гласный суд», «Неделя», «Современное обозрение»). Перевёл «Французскую демократию» Прудона (Санкт-Петербург, 1867).
С 1868 года участвовал в журнале «Отечественные записки». После смерти Н. А. Некрасова (1877) стал одним из редакторов журнала (вместе с М. Е. Салтыковым-Щедриным и Г. З. Елисеевым).
В 1879 году сблизился с организацией «Народная воля», его первая встреча с руководителями партии состоялась в библиотеке П. В. Засодимского по адресу Невский, 80. Михайловский публиковал статьи в газете «Народная воля». После закрытия «Отечественных записок» (1884) сотрудничал в журнале «Северный вестник» и «Русская мысль», в газете «Русские ведомости». Высылался из Петербурга (1882, 1891) за связи с революционными организациями. С 1892 года — один из редакторов журнала «Русское богатство» (совместно с В. Г. Короленко).
Скоропостижно скончался 28 января (10 февраля) 1904 года (или 29 января); похоронен в Санкт-Петербурге на Литераторских мостках Волковского православного кладбища.

### Семья
Жена (первым браком) — Михайловская Мария Евграфовна. Погибла 6 октября 1923 года в возрасте 76 лет по дороге из Батуми в предместье города, где проживала последние годы, попав под поезд.

## Социальная философия

Могила Михайловского на Литераторских мостках в Санкт-Петербурге.

Михайловскому наравне с П. Л. Лавровым принадлежит разработка идеи о свободном выборе «идеала», которая философски обосновывала возможность изменить общественное развитие в избранном передовой интеллигенцией направлении. Наиболее полное выражение эта идея получила в так называемом субъективном методе социологии, который в качестве высшего мерила общественного прогресса и исходным пунктом исторического исследования полагал отдельную личность («Что такое прогресс?», «Аналогический метод в общественной науке», «Теория Дарвина и общественная наука», «Что такое счастье?», «Борьба за индивидуальность»).
Разрабатывал теорию «героев и толпы», объяснявшую механизм коллективного действия склонностью человека к подражанию («Герои и толпа», «Научные письма (к вопросу о героях и толпе)», «Патологическая магия», «Ещё о толпе»). Он считает, что психологическое воздействие личности зависит от восприятия массы, и в принципе любой человек, а не обязательно выдающаяся личность, оказавшись случайно впереди толпы, может сыграть важную роль в определённых событиях.
В 1880-х годах критиковал теорию «малых дел» и толстовство. В начале 1890-х выступал против русских марксистов (см. «легальный марксизм»), обвиняя их в защите капитализма и отказе от наследства шестидесятников и семидесятников. В работе В. И. Ленина «Что такое „друзья народа“ и как они воюют против социал-демократов?» народнические взгляды Михайловского и других либеральных народников были подвергнуты резкой критике.
Б. Горев в написанной по поводу 20-летия со дня его смерти статье «Н. К. Михайловский и революция» приходит к выводу, что «сторонник консервативного мелкобуржуазного социализма, он даже тогда, когда признал необходимость политической борьбы, признавал лишь одну её форму: террористическое воздействие на правительство с целью вынудить либеральные реформы».
В начале XX века в кругах демократической, особенно народнической, интеллигенции фигура Михайловского была окружена культом, его ставили в один ряд с крупнейшими фигурами освободительного движения, такими, как А. И. Герцен и Н. Г. Чернышевский. Однако после 1917 года его слава померкла: он был оппонентом марксизма и сторонником критиковавшейся марксистами теории героев и толпы, в эмиграции к его наследию также обращались редко.

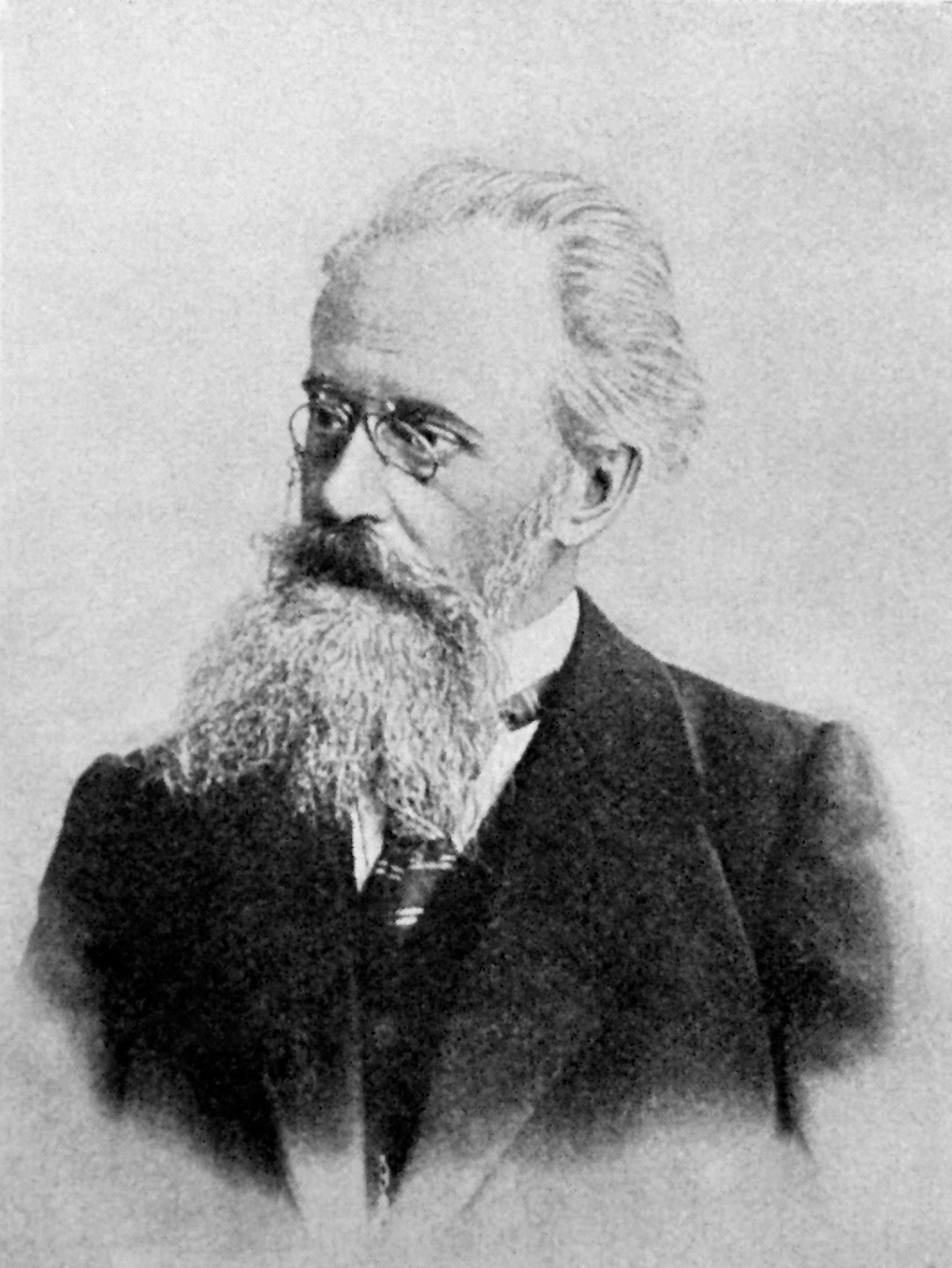
Фотография из журнала «Нива» за 1904 год

## Михайловский как литературный критик
В литературной критике считается продолжателем Н. Г. Чернышевского и Н. А. Добролюбова. В литературно-критических работах анализировал творчество Л. Н. Толстого, Ф. М. Достоевского, Г. И. Успенского, В. М. Гаршина, Максима Горького, З. Н. Гиппиус и других писателей. Значительный общественный резонанс получили статьи «Десница и шуйца Льва Толстого» и «Жестокий талант» (о Ф. М. Достоевском).
Пользовался псевдонимами Гроньяр, Посторонний, Профан и другими.

## Адреса в Санкт-Петербурге
1900 — 28.01.1904 года — Спасская улица, 5.